# 도쿄 문화회관

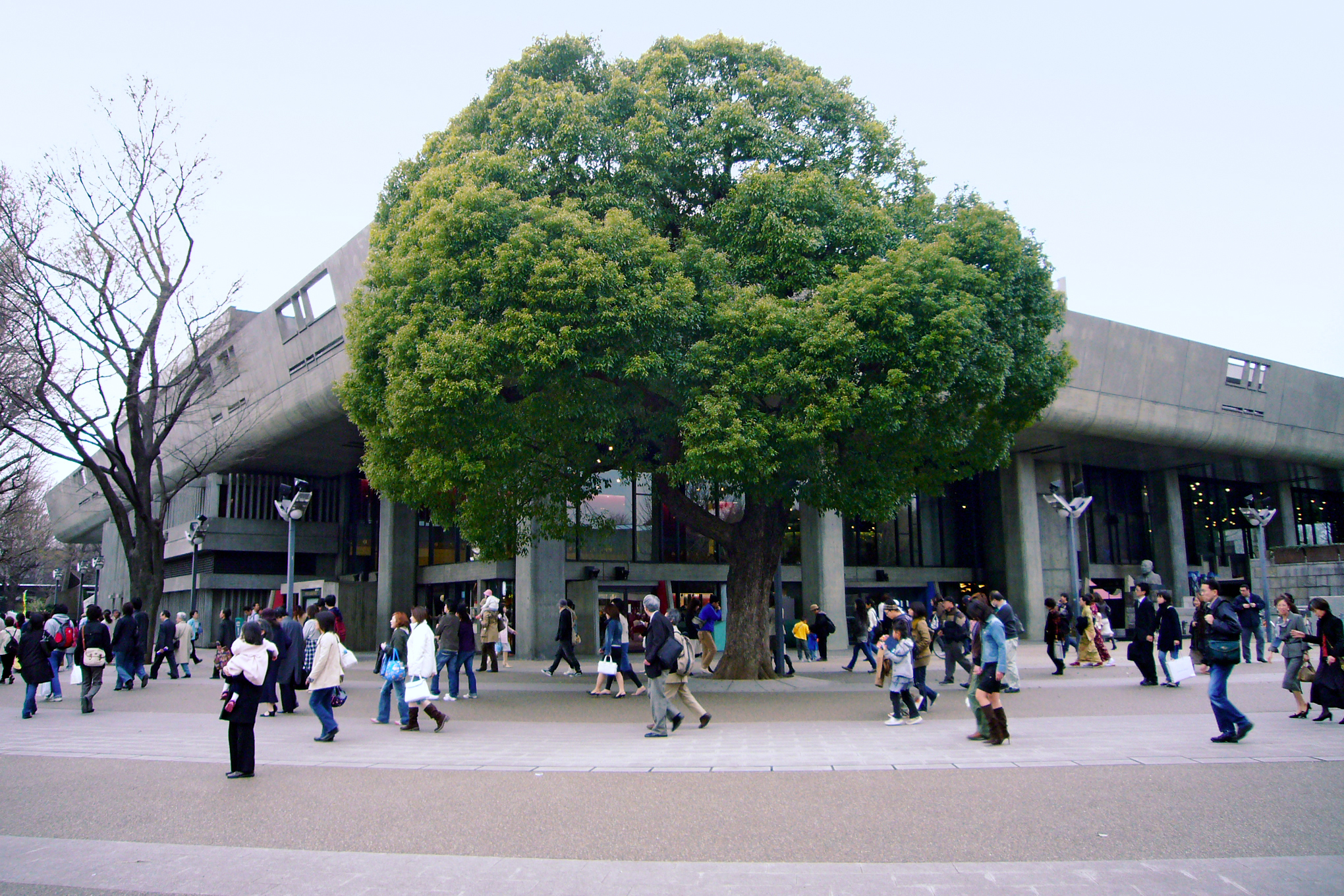
도쿄 문화회관

도쿄 문화회관(일본어: 東京文化会館 도쿄분카카이칸[*])은 일본 도쿄도 다이토구 우에노 공원 내에 있는 음악 공연장이다. 도쿄 도 교향악단의 본거지이다.

## 같이 보기
- 신국립극장